# Sineu
Sineu (espagnol : Sinéu) est une commune d'Espagne de l'île de Majorque dans la communauté autonome des Îles Baléares. Elle est située au centre de l'île et fait partie de la comarque du Pla de Mallorca.

## Géographie

Localisation de l'île Majorque dans les Îles Baléares.
Localisation de Sineu dans l'île de Majorque.
Localisation de la comarque du Pla de Mallorca dans l'île de Majorque.

Sineu est situe géographiquement au centre de l'île et fait partie de la communauté administrative de la plaine (Mancommunidad del Pla en catalan). Étant située dans une plaine, le relief de la commune est plat sans grands incidents géologiques. Les deux sommets de la commune sont le mont de Saint-Nofre culminant à 255 mètres et le mont de Reig à 206 mètres (Monte de Reig). Géologiquement Sineu presente aussi la particularité d'être sur une zone de risque sismique selon de récentes études.

## Histoire
Certains historiens[Qui ?] donnent l'origine du nom de Sineu en rapport avec la Sinium de l'époque romaine[réf. nécessaire]. Le village de Sineu est un des plus anciens de Majorque.
En 1309, le souverain Jacques II, roi de Majorque, installe son palais et son administration à Sineu, délaissant Palma.

## Patrimoine
Le patrimoine civil et religieux de Sineu est abondant et divers, en témoignage de son passé de ville royale et de centre religieux important.
Son marché alimentaire et d'artisanat traditionnel est réputé parmi les plus typiques de l'île.